# Dobre, Kamin-Kașîrskîi
Dobre (în ucraineană Добре) este o comună în raionul Kamin-Kașîrskîi, regiunea Volînia, Ucraina, formată numai din satul de reședință.

## Demografie
Componența lingvistică a satului Dobre
     Ucraineană (99,7%)
     Alte limbi (0,3%)
Conform recensământului din 2001, majoritatea populației satului Dobre era vorbitoare de ucraineană (99,7%), existând în minoritate și vorbitori de alte limbi.